# Lentille asphérique

Une lentille asphérique biconvexe

On appelle lentille asphérique un objet dont la forme est proche d'une portion de sphère, mais non strictement sphérique. L'intérêt de la lentille asphérique réside dans une amélioration des performances optiques en périphérie de l'image.

## Historique

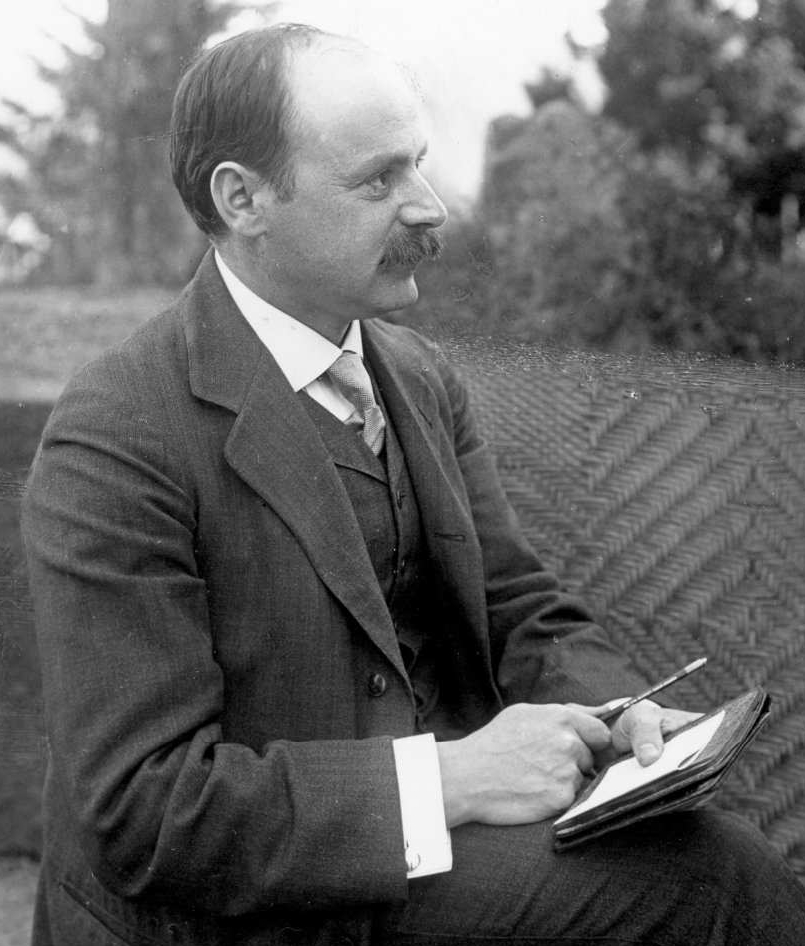
Karl Schwarzschild

Pour des raisons de complexité de fabrication, les systèmes optiques ont longtemps été limités à l'utilisation d'éléments (miroirs ou lentilles) sphériques ou paraboliques.
En 1905, Karl Schwarzschild, astrophysicien allemand, est le premier à proposer le principe d'un télescope utilisant 2 miroirs asphériques, dont le principal avantage est son aplanétisme.
La première réalisation pratique d'un système asphérique est faite par Bernhard Schmidt en 1930. Il s'agit d'une lentille asphérique (lame de Schmidt) qui permet de compenser les défauts de sphéricité introduits par un télescope. L'ensemble est nommé chambre de Schmidt. De nombreuses évolutions de ce premier modèle ont eu lieu par la suite.

## Principe physique

### Équation d'une lentille asphérique
La flèche z d'une lentille asphérique en fonction de la distance à l'axe optique r dépend de deux paramètres principaux : le rayon de courbure R (ou la courbure C = 1/R) et la conicité K, additionnés d'une suite de termes polynomiaux d'ordre pair (coefficients {\displaystyle \alpha _{i}} ):
{\displaystyle z(r)={\frac {r^{2}}{R\left(1+{\sqrt {1-(1+\kappa ){\frac {r^{2}}{R^{2}}}}}\right)}}+\alpha _{2}r^{4}+\alpha _{3}r^{6}+\cdots }
Suivant la valeur de conicité K, le profil prendra différentes formes :
| K          | Profil                       |
| ---------- | ---------------------------- |
| K > 0      | elliptique (grand axe // Or) |
| K = 0      | sphérique                    |
| –1 < K < 0 | elliptique (grand axe // Oz) |
| K = –1     | parabolique                  |
| K < –1     | hyperbolique                 |

Malheureusement, cette équation souffre entre autres d'une forte corrélation entre les paramètres principaux et les termes polynomiaux. De grandes divergences apparaissent alors lorsqu'il s'agit d'ajuster l'équation à une surface asphérique donnée. D'autres équations faisant appel à des "Q-polynomes", dont les coefficients sont orthogonaux entre eux, sont donc souvent utilisées comme alternative.

## Processus de fabrication

### Asphérisation par fraisage
La réalisation des éléments optiques asphériques peut être faite par asphérisation de lentilles sphériques, notamment par des techniques de fraisage à pointe de diamant. L'avantage de ce type d'asphérisation est la flexibilité de la mise en œuvre (on peut usiner différentes lentilles avec le même outil) et le choix des matériaux (les lentilles peuvent être en verre). La limite principale est le coût de fabrication qui est trop élevé pour de nombreuses applications.
En pratique, l'asphérisation s'effectue de manière itérative. Le premier cycle permet d'obtenir une forme grossière, dont la mesure permet de déterminer la correction à effectuer au cycle suivant. Un petit nombre de cycles suffit à converger vers le modèle.

## Applications

### Photographie

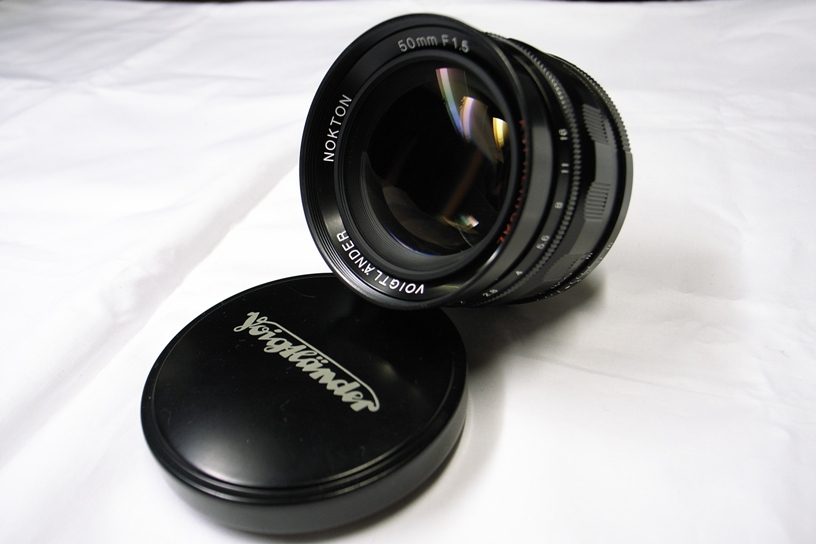
Objectif asphérique Voigtlander

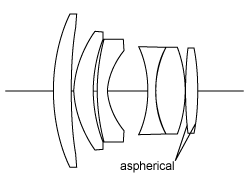
Formule optique d'un objectif incluant une lentille asphérique

Dans le domaine de l'optique photographique, les objectifs modernes contiennent souvent un ou plusieurs éléments asphériques. Les lentilles traditionnellement utilisées sont sphériques et donc introduisent des aberrations propres aux éléments sphériques. L'ajout d'éléments asphériques permet de compenser les défauts d'aberration sphérique et de coma. En raison du prix élevé de fabrication des éléments asphériques, la plupart des optiques n'utilisent qu'une ou deux lentilles asphériques, mais qui suffisent à corriger un grand nombre d'aberrations.
La généralisation des lentilles asphériques a entraîné une augmentation spectaculaire des performances des objectifs photographiques à bon marché, une seule lentille moulée suffisant pour obtenir une image très correcte, et ce à toutes les focales. Dans le segment du haut de gamme, elles ont permis de diminuer drastiquement le nombre de lentilles, surtout dans le cas des zooms, tout en améliorant, là aussi notablement, les performances.

### Astronomie
Afin d'améliorer les performances des télescopes souvent limitées en bordure de champ, Bernhard Schmidt mit au point une lame de correction asphérique en 1930, dite lame de Schmidt.

### Ophtalmie et lentilles de contact
En cas de forte myopie, des lentilles asphériques permettent d'obtenir une bonne correction malgré une faible épaisseur. Elles permettent également d'augmenter le champ de vision.

### Chirurgie de l’œil
Certains traitements de la myopie par la chirurgie réfractive au laser excimer utilisent un modèle à la géométrie asphérique pour la surface de la cornée.